# باد زالتسوفلن
شهر باد زالتسوفلن شهری در ایالت نوردارین-وستفالن در کشور آلمان است. این شهر در ۲۰ کیلومتری بیلفلد و ۱۰۰ کیلومتری هانوفر قراردارد. این شهر به دیوارهای مرجانی و اب‌های زیرزمینی معروف است.